# Košarovci
Vas Košarovci (madžarsko Kosárháza) je majhna vasica v občini Gornji Petrovci na skrajnem SV Slovenije. Leži znotraj Krajinskega parka Goričko. Vas ima le 18 hiš, ki so razporejene po treh slemenih in dveh dolinah,in so kar precej razpršene ena od druge. Na srednjem slemenu stoji pokopališče z mrliško vežico, ob pokopališču pa novo zgrajeno športno igrišče s slačilnicami, ki omogoča mladim, da aktivno preživljajo prosti čas doma. Sicer v vasi ni ne trgovine, ne gostilne. Prebivalstvo se ukvarja večinoma s kmetijstvom. V vasi deluje športno društvo.
Vas leži na skrajnem jugu občine Gornji Petrovci med vasmi Moščanci, Dolina, Kukeč, Panovci, Bokrači in Kuštanovci.
Dostopnost do kraja: Najlažje iz smeri Moščancev ali Križevcev, lahko pa tudi iz vseh ostalih sosednjih vasi.